# Navia de Suarna
Navia de Suarna là một đô thị ở tỉnh Lugo, cộng đồng tự trị Galicia tây bắc Tây Ban Nha.

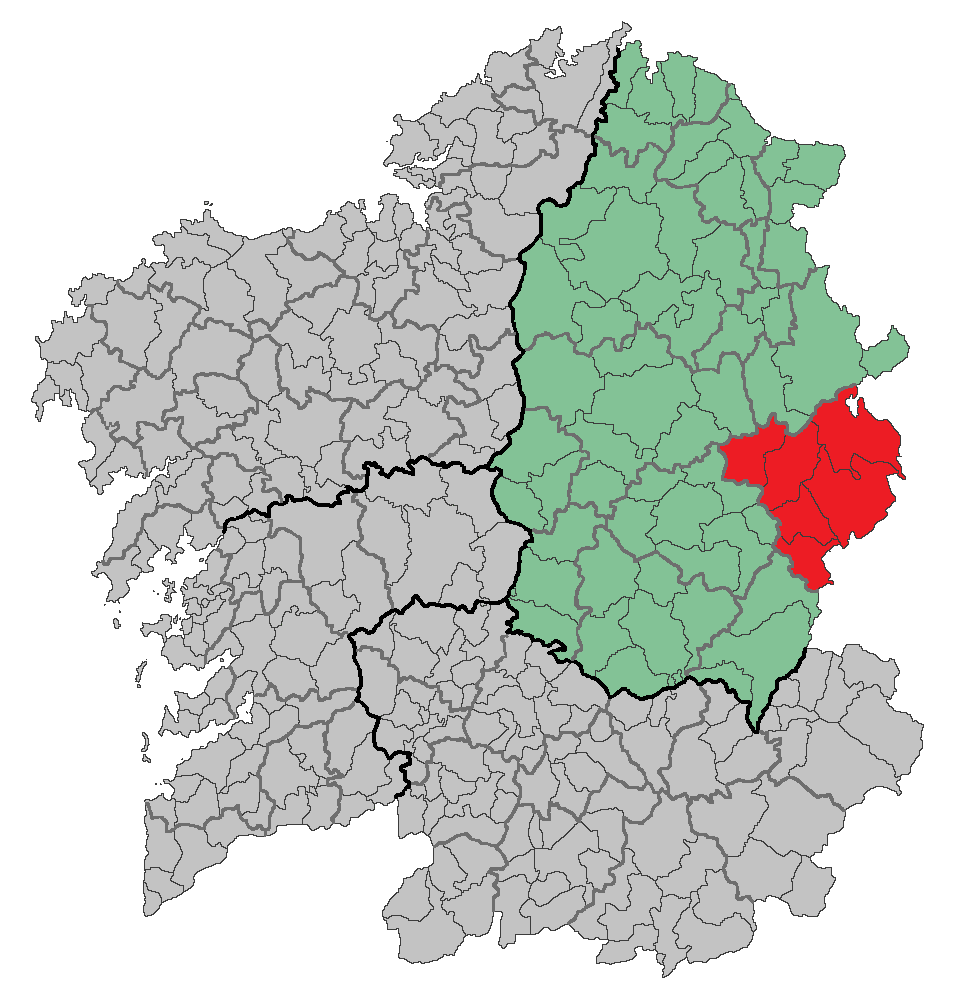